# روفینامید
روفینامید (انگلیسی: Rufinamide) یک داروی ضد تشنج است. این دارو در ترکیب با دیگر داروها برای درمان سندرم لنو-گاستو و دیگر اختلالات تشنجی به کار می‌رود. روفینامید در سال ۲۰۰۴ وارد بازار شد.
سازوکار کارکرد این دارو نامشخص است. برخی پژوهش‌ها بیانگر آن بوده‌اند که این دارو بر روی کانال‌های دریچه دار ولتاژی سدیم عمل می‌کند. این کانال، محل اثر بسیاری از داروهای ضد تشنج است.